# Wereldkampioenschappen zwemmen 2024 – 4×100 meter vrije slag gemengd
De gemengde 4×100 meter vrije slag op de wereldkampioenschappen zwemmen 2024 in Doha vond plaats op 17 februari 2024. 

## Records
Voorafgaand aan het toernooi waren dit het wereldrecord en het kampioenschapsrecord
| Wereldrecord         | Australië Jack Cartwright (48,14) Kyle Chalmers (47,25) Shayna Jack (51,73) Mollie O'Callaghan (51,71) | 3.18,83 | Fukuoka | 29 juli 2023 |
| Kampioenschapsrecord | Australië Jack Cartwright (48,14) Kyle Chalmers (47,25) Shayna Jack (51,73) Mollie O'Callaghan (51,71) | 3.18,83 | Fukuoka | 29 juli 2023 |

## Uitslagen
De acht snelste ploegen in de series kwalificeerden zich voor de finale.

### Series
| Rang | Serie | Baan | Land                   | Namen | Tijd         | Bijz.        |
| ---- | ----- | ---- | ---------------------- | --- | ------------ | ------------ |
| 1    | 3     | 3    | China                  | Wang Haoyu (48,28) Ji Xinjie (47,86) Yu Yiting (53,90) Ai Yanhan (54,43)                                         | 3.24,47      | Q, AR        |
| 2    | 3     | 5    | Canada                 | Finlay Knox (48,93) Javier Acevedo (47,98) Rebecca Smith (54,45) Taylor Ruck (53,42)                             | 3.24,78      | Q            |
| 3    | 3     | 4    | Australië              | Kai Taylor (48,73) Jack Cartwright (48,03) Alexandria Perkins (54,58) Abbey Harkin (53,96)                       | 3.25,30      | Q            |
| 4    | 2     | 5    | Italië                 | Lorenzo Zazzeri (48,51) Manuel Frigo (48,62) Sofia Morini (54,66) Chiara Tarantino (54,27)                       | 3.26,06      | Q            |
| 5    | 2     | 4    | Verenigde Staten       | Luke Hobson (48,50) Jack Aikins (48,92) Addison Sauickie (54,83) Kayla Han (56,51)                               | 3.28,76      | Q            |
| 6    | 3     | 6    | Nederland              | Stan Pijnenburg (49,08) Thom de Boer (49,43) Milou van Wijk (55,48) Janna van Kooten (55,24)                     | 3.29,23      | Q            |
| 7    | 2     | 2    | Slowakije              | Matej Duša (49,23) Tibor Tistan (50,64) Lillian Slušná (55,92) Teresa Ivan (55,88)                               | 3.31,67      | Q            |
| 8    | 3     | 7    | Hongkong               | Lau Shiu Yue (52,30) Ian Ho (48,80) Camille Cheng (55,29) Tam Hoi Lam (55,80)                                    | 3.32,19      | Q, NR        |
| 9    | 1     | 6    | Filipijnen             | Jarod Hatch (51,65) Kayla Sanchez (55,08) Teia Salvino (57,21) Jerard Jacinto (52,59)                            | 3.36,53      |              |
| 10   | 2     | 7    | Thailand               | Dulyawat Kaewsriyong (50,28) Tonnam Kanteemool (50,88) Kamonchanok Kwanmuang (58,42) Jenjira Srisa-Ard (1.00,27) | 3.39,85      |              |
| 11   | 3     | 8    | Oeganda                | Jesse Ssuubi Ssengonzi (52,07) Tendo Mukalazi (51,66) Kirabo Namutebi (1.00,28) Gloria Anna Muzito (56,34)       | 3.40,35      |              |
| 12   | 1     | 4    | Kenia                  | Monyo Maina (52,94) Ridhwan Mohamed (52,67) Imara Thorpe (59,28) Maria Brunlehner (57,39)                        | 3.42,28      |              |
| 13   | 2     | 1    | Armenië                | Artur Barseghyan (50,41) Ashot Chakhoyan (54,78) Varsenik Manucharyan (1.00,30) Ani Poghosyan (58,80)            | 3.44,29      |              |
| 14   | 1     | 5    | Dominicaanse Republiek | Anthony Piñeiro (52,72) María Alejandra Fernández (1.01,81) Alejandra Santana (1.02,82) Javier Nuñez (50,82)     | 3.48,17      |              |
| 15   | 3     | 1    | Bahama's               | Lamar Taylor (53,19) Marvin Johnson (53,81) Victoria Russell (1.02,01) Rhanishka Gibbs (1.00,62)                 | 3.49,63      |              |
| 16   | 2     | 8    | Guam                   | Israel Poppe (54,12) James Hendrix (53,87) Amaya Bollinger (1.03,04) Mia Lee (1.01,26)                           | 3.52,29      |              |
| 17   | 1     | 3    | Tonga                  | Carolann Faeamani (1.04,46) Alan Uhi (55,76) Charissa Panuve (1.03,76) Finau Ohuafi (53,92)                      | 3.57,90      |              |
| 18   | 3     | 0    | Bahrein                | Saud Ghali (55,27) Ahmed Theibich (56,98) Amani Al-Obaidli (1.01,65) Noor Yussuf Abdulla (1.04,01)               | 3.57,91      |              |
| 19   | 2     | 0    | Micronesië             | Tasi Limtiaco (55,01) Kestra Kihleng (1.05,27) Katerson Moya (57,81) Taeyanna Adams (1.07,22)                    | 4.05,31      |              |
| 20   | 2     | 9    | Malediven              | Mubal Azzam Ibrahim (57,69) Aishath Shaig (1.10,06) Hamna Ahmed (1.09,50) Mohamed Rihan Shiham (56,92)           | 4.14,17      |              |
| –    | 2     | 3    | Zweden                 | Niet gestart | Niet gestart | Niet gestart |
| –    | 2     | 6    | Hongarije              | Niet gestart | Niet gestart | Niet gestart |
| –    | 3     | 2    | Zuid-Afrika            | Niet gestart | Niet gestart | Niet gestart |

### Finale
| Rang   | Baan | Land             | Namen                                                                                            | Tijd    | Bijz. |
| ------ | ---- | ---------------- | ------------------------------------------------------------------------------------------------ | ------- | ----- |
| Goud   | 4    | China            | Pan Zhanle (47,29) Wang Haoyu (47,41) Li Bingjie (53,11) Yu Yiting (53,37)                       | 3.21,18 | AR    |
| Zilver | 3    | Australië        | Kai Taylor (48,01) Jack Cartwright (47,90) Shayna Jack (52,38) Brianna Throssell (53,49)         | 3.21,78 |       |
| Brons  | 2    | Verenigde Staten | Hunter Armstrong (47,83) Matt King (47,78) Claire Curzan (53,82) Kate Douglass (52,85)           | 3.22,28 |       |
| 4      | 5    | Canada           | Finlay Knox (48,79) Javier Acevedo (47,58) Taylor Ruck (53,28) Rebecca Smith (54,14)             | 3.23,79 |       |
| 5      | 6    | Italië           | Alessandro Miressi (48,06) Manuel Frigo (48,06) Sofia Morini (54,23) Chiara Tarantino (54,05)    | 3.24,40 |       |
| 6      | 7    | Nederland        | Stan Pijnenburg (48,84) Caspar Corbeau (49,05) Kira Toussaint (54,51) Marrit Steenbergen (52,74) | 3.25,14 |       |
| 7      | 8    | Slowakije        | Matej Duša (49,37) Tibor Tistan (50,32) Lillian Slušná (55,17) Teresa Ivan (55,02)               | 3.29,88 | NR    |
| 8      | 1    | Hongkong         | Lau Shiu Yue (52,24) Ian Ho (48,66) Camille Cheng (54,71) Tam Hoi Lam (55,52)                    | 3.31,13 | NR    |